# 巴尔代陨击坑
巴尔代陨击坑（Baldet）是火星大瑟提斯区的一座撞击坑，中心坐标位于北纬23.0度、西经294.6度，直径180公里，其名称取自法国天文学家费尔南德·巴尔代，1973年，被国际天文联合会行星系统命名工作组批准采用。
巴尔代陨击坑部分重叠在更大的安东尼亚第陨击坑东侧边缘上，安东尼亚第陨击坑就位于它的西侧，上图左侧，安东尼亚第陨击坑的直径是巴尔代的两倍多。

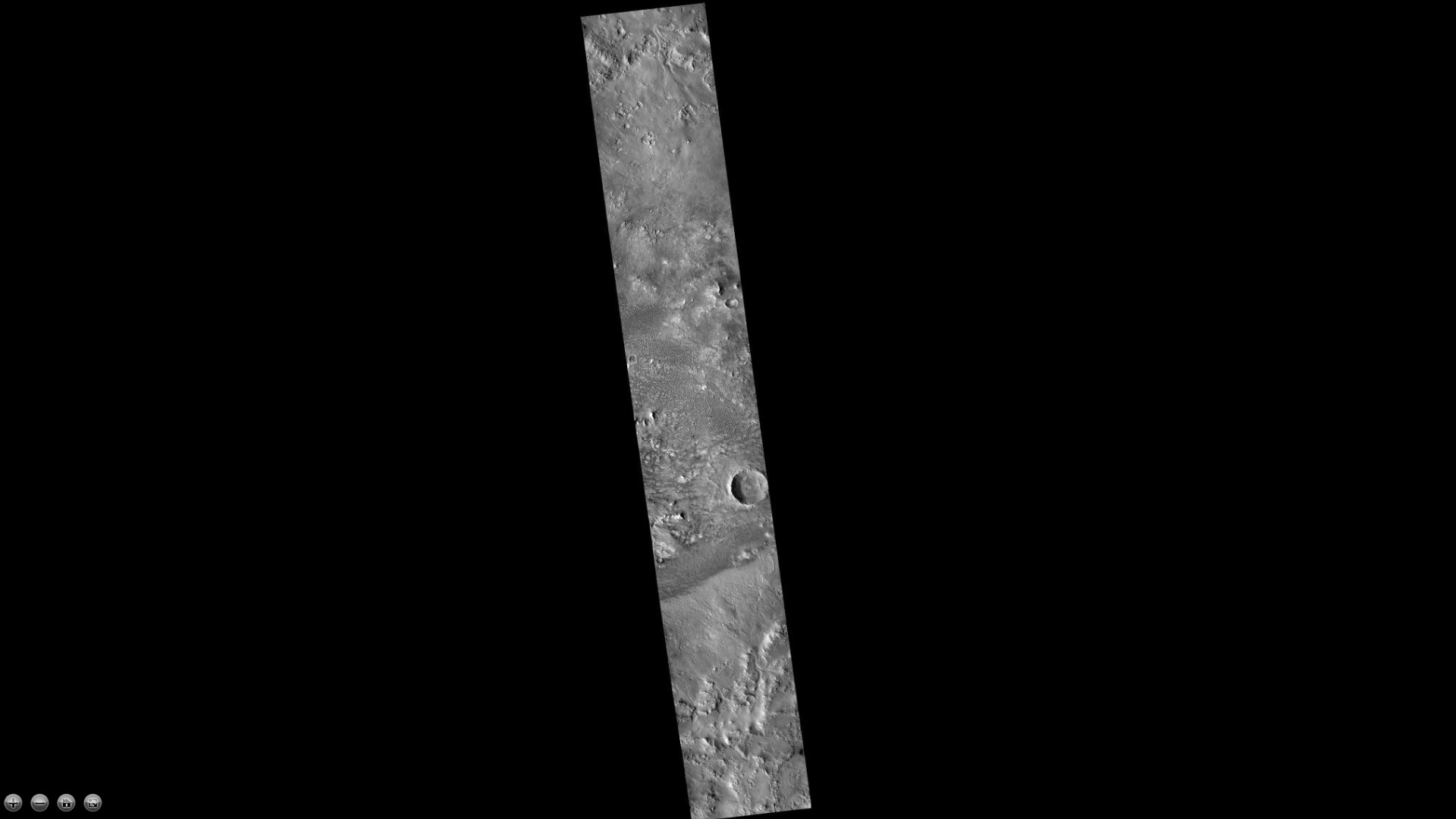
火星勘测轨道飞行器背景相机拍摄的巴尔代特陨击坑。
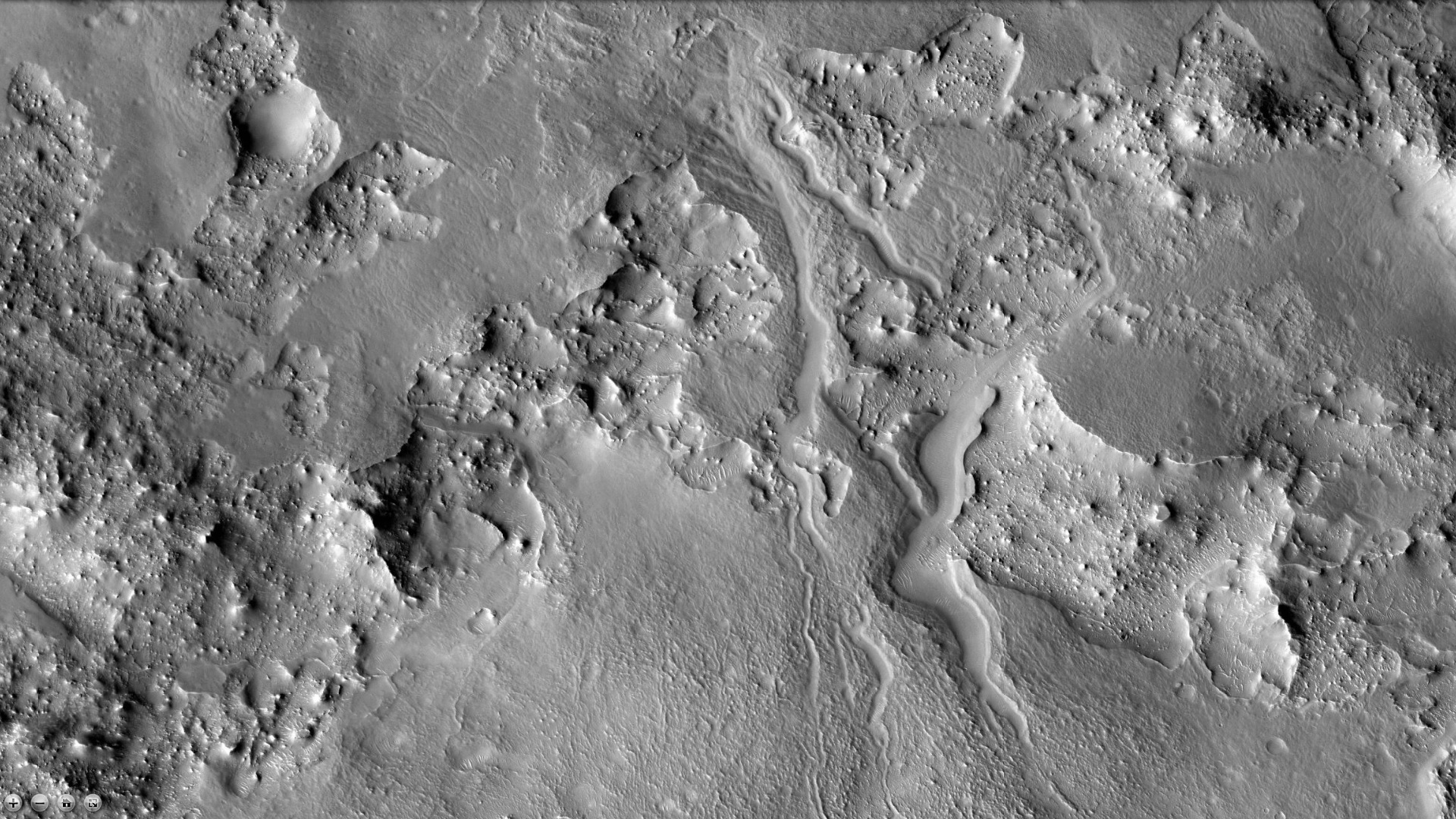
火星勘测轨道飞行器背景相机显示的巴尔代陨击坑北侧坑壁上的水道，注：这是前一幅巴尔代陨击坑图像的放大版。
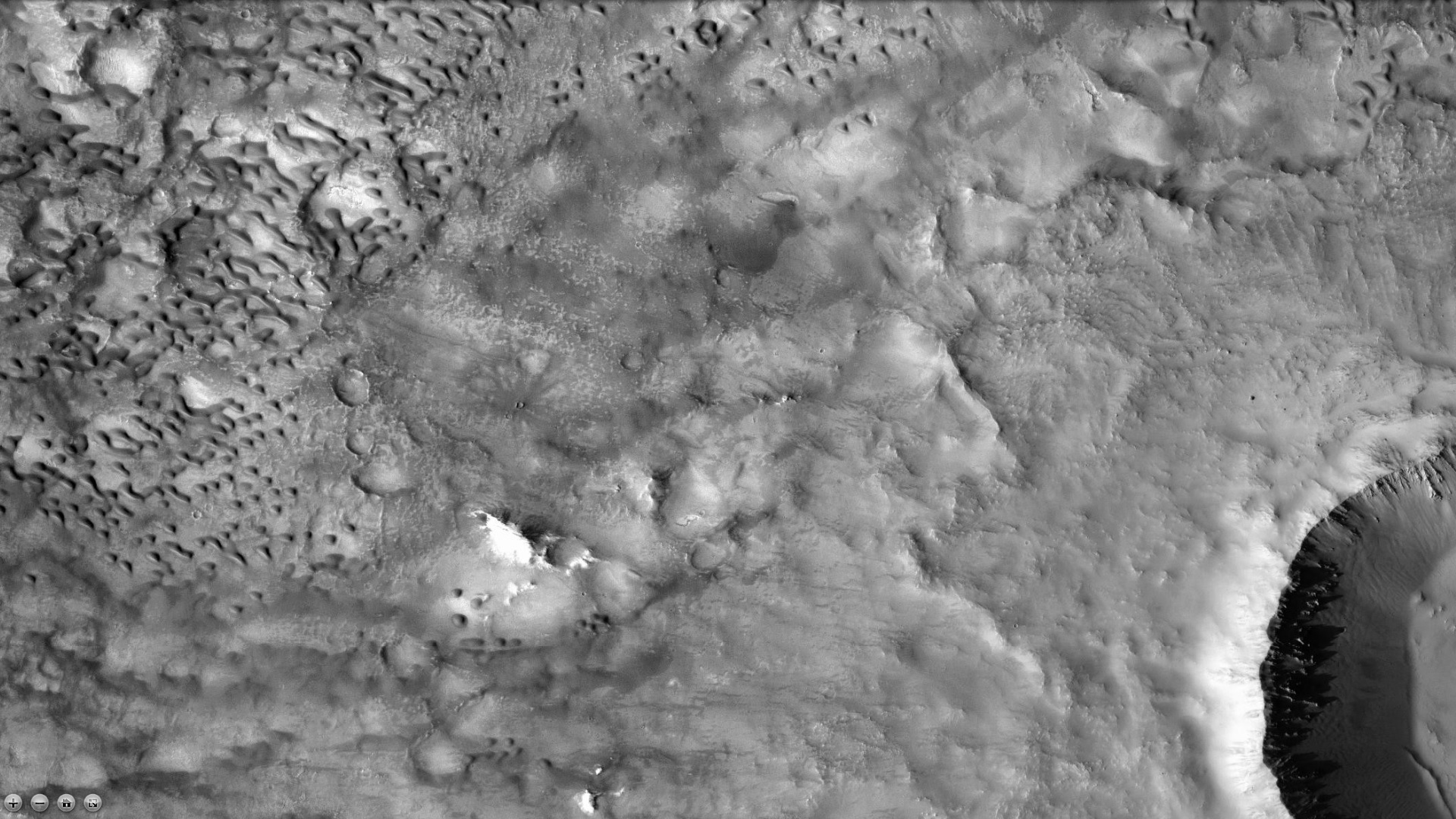
火星勘测轨道飞行器背景相机拍摄的巴尔代陨击坑内沙丘，注：这是前一幅巴尔代陨击坑图像的放大版。

## 另请查看
- 卡西乌斯区
- 火星气候
- 锐蚀地形
- 冰川
- 火星冰川
- 撞击事件
- 火星撞击坑
- 火星矿石资源
- 行星体系命名法
- 火星水文